# 木村智早
木村 智早（きむら ちはる、1981年11月3日 - ）は、日本の舞台女優である。
茨城県出身、サンカラーズ所属。3歳下の妹がいる。

## 略歴
1997年、ソニープリクラグランプリ アトラス賞受賞。
日本大学芸術学部演劇学科中退。
劇団AND ENDLESSでは数々の作品でヒロインを演じる。
バンド「Knot4saiL」（ノットフォーセイル）のボーカルである。
以前は東宝芸能に所属し、現在はサンカラーズに所属。

## 出演

### 映画
2007年
- クワイエットルームにようこそ - 看護婦 役

2016年
- ろここニューロン Rococo Neuron - 主演 ろここ役

### テレビ
2008年
- TBS 愛の劇場 スイート10 〜最後の恋人

2010年
- はねるのトびら - 準レギュラー　美人マッサージ師として出演

2012年
- テレビ東京 水曜ミステリー9「鑑識特捜班・九条礼子〜骨を知る女〜2」 - 松田 役

2013年
- テレビ朝日 テレビ朝日開局55周年記念「黒澤明ドラマスペシャル 野良犬」
- TBS ハンチョウ〜警視庁安積班〜 シリーズ6 第7話 - 矢野麻沙美 役

2014年
- WOWOW モザイクジャパン - 東陽佳 役

### PV
2006年
- Mr.Children「箒星」

2007年
- 西田夢蔵「人生デ☆ラックス」

### CM
2013年
- ヤマザキナビスコ「リッツ」

2007年
- オータムジャンボ宝くじ
- サマージャンボ宝くじ
- ドリームジャンボ宝くじ

### ラジオドラマ
2011年
- NHKオーディオドラマ FMシアター『PTA広報委員長の渡辺です』

### 舞台
2005年
- キレイ（Bunkamuraシアターコクーン/シアターBRAVA!）

2007年
- 志村けん一座旗揚げ公演 志村魂(東京芸術劇場中ホール/中日劇場）

2008年
- 産隆大學応援団 〜史上最強のチアボーイズ（紀伊国屋サザンシアター 他、全国ツアー） - 西村ミキ 役
- TOHO ENTERTAINMENT LIVE vol.1 FIRST!
- ミュージカル ファンタジーストーリーズ 全国ツアー（CCレモンホール 他、全国ツアー） - 北の星の魔女 役

2009年
- 女信長（青山劇場/シアターBRAVA!） - 森蘭丸 役
- ゲキバカ公演　おぼろ（吉祥寺シアター）

2010年
- 上海バンスキング（Bunkamuraシアターコクーン）

2013年
- 空中キャバレーII 2013（まつもと市民芸術館特設会場）

2014年
- もっと泣いてよフラッパー（Bunkamuraシアターコクーン）

#### 劇団AND ENDLESS出演作品
2001年
- 堕天・神殿（東京芸術劇場小ホール）
- 西遊記（東京芸術劇場小ホール）
- Cornelia（東京芸術劇場小ホール）

2002年
- 美しの水 White Blue Red（東京芸術劇場小ホール）
- 美しの水 Purple
- ホタル
- PSY・S（全労済ホール スペース・ゼロ）

2003年
- GARNET OPERA（紀伊国屋サザンシアター/新神戸オリエンタル劇場）
- Shorts
- 堕天・神殿（俳優座劇場）

2004年
- MEMO-－あなたは何を残しますか。（アイピット目白）
- DECADANCE I・DECADANCE II〜太陽の子〜（全労済ホール スペース・ゼロ）
  - FANTASISTA（紀伊国屋ホール）

2005年
- 西遊記〜千変万化・百花繚乱〜（全労済ホール スペース・ゼロ）
- 桜の森の満開の下（シアターX）
- SYNCHRONICITY LULLABY（全労済ホール スペース・ゼロ）

2006年
- BIRTHDAY（グローブ座）

### イベント
2004年
- ハロウィン トリック・オア・トリート（東京ディズニーリゾート イクスピアリ）
- Disney スペースレンジャーキャンプ

2007年
- ハロウィン トリック・オア・トリート（東京ディズニーリゾート イクスピアリ）
- ディズニープリンセスアカデミー2007

2008年
- 今井ゆうぞうファミリーコンサート in 浜北中日ハウジングセンター
- Waンダーふれあい祭 今井ゆうぞう歌とトークショー

2009年
- 今井ゆうぞうファミリーコンサート in ナゴヤハウジングセンター日進梅森会場
- ひたち童謡のつどい 今井ゆうぞうミニライブ